# Soubrebost
Soubrebost est une commune française située dans le département de la Creuse en région Nouvelle-Aquitaine.

## Géographie
Soubrebost est située à 5 km au sud de Pontarion au carrefour entre les routes départementales 13 et 36.
La commune est aussi traversée par le GR 4 qui va de Royan (Charente-Maritime) à Grasse (Alpes-Maritimes).
| Thauron             | Pontarion                 | Saint-Hilaire-le-Château |
| Mansat-la-Courrière | Soubrebost                | Vidaillat                |
| Faux-Mazuras        | Saint-Pardoux-Morterolles |                          |

### Climat
Pour des articles plus généraux, voir Climat de la Nouvelle-Aquitaine et Climat de la Creuse.
Historiquement, la commune est exposée à un climat montagnard.  
En 2020, Météo-France publie une typologie des climats de la France métropolitaine dans laquelle la commune est exposée à un climat de montagne et est dans la région climatique  Ouest et nord-ouest du Massif Central, caractérisée par une pluviométrie annuelle de 900 à 1 500 mm, maximale en automne et en hiver.
Pour la période 1971-2000, la température annuelle moyenne est de 9 °C, avec  une amplitude thermique annuelle de 14,6 °C. Le cumul annuel moyen de précipitations est de 1 221 mm, avec 14,1 jours de précipitations en janvier et 8,9 jours en juillet. Pour la période 1991-2020, la température moyenne annuelle observée sur la station météorologique la plus proche, située sur la commune de Pontarion à 4,47 km à vol d'oiseau, est de 10,5 °C et le cumul annuel moyen de précipitations est de 1 155,8 mm,. Pour l'avenir, les paramètres climatiques de la commune estimés pour 2050 selon différents scénarios d’émission de gaz à effet de serre sont consultables sur un site dédié publié par Météo-France en novembre 2022.

## Urbanisme

### Typologie
Au 1er janvier 2024, Soubrebost est catégorisée commune rurale à habitat très dispersé, selon la nouvelle grille communale de densité à 7 niveaux définie par l'Insee en 2022.
Elle est située hors unité urbaine et hors attraction des villes,.

### Occupation des sols
L'occupation des sols de la commune, telle qu'elle ressort de la base de données européenne d’occupation biophysique des sols Corine Land Cover (CLC), est marquée par l'importance des forêts et milieux semi-naturels (63,4 % en 2018), une proportion sensiblement équivalente à celle de 1990 (62,7 %). La répartition détaillée en 2018 est la suivante : 
forêts (59,6 %), prairies (31 %), zones agricoles hétérogènes (5,6 %), milieux à végétation arbustive et/ou herbacée (3,7 %). L'évolution de l’occupation des sols de la commune et de ses infrastructures peut être observée sur les différentes représentations cartographiques du territoire : la carte de Cassini (XVIIIe siècle), la carte d'état-major (1820-1866) et les cartes ou photos aériennes de l'IGN pour la période actuelle (1950 à aujourd'hui).

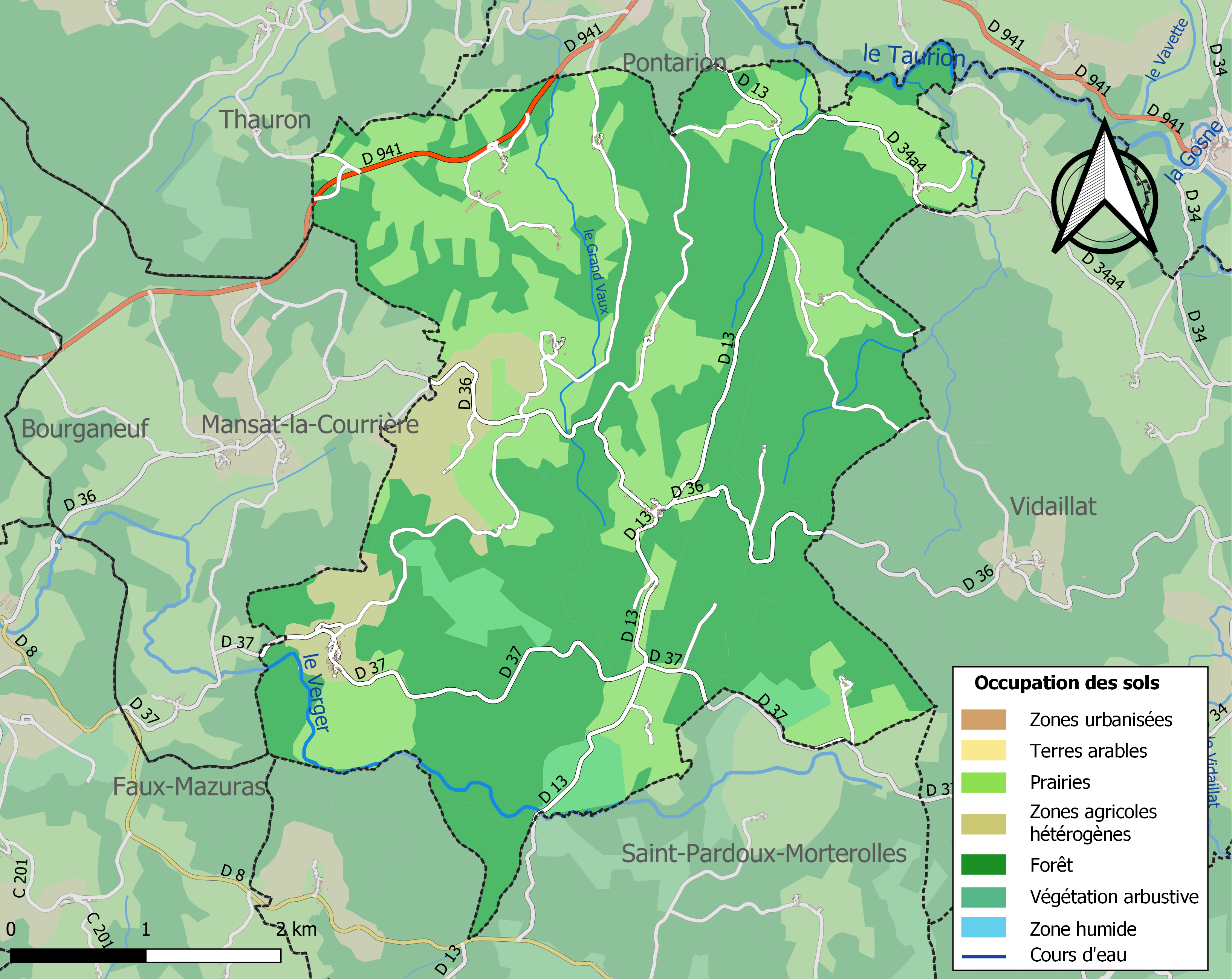
Carte des infrastructures et de l'occupation des sols de la commune en 2018 (CLC).

### Risques majeurs
Le territoire de la commune de Soubrebost est vulnérable à différents aléas naturels : météorologiques (tempête, orage, neige, grand froid, canicule ou sécheresse) et séisme (sismicité faible). Il est également exposé à un risque technologique, la rupture d'un barrage, et à un risque particulier : le risque de radon. Un site publié par le BRGM permet d'évaluer simplement et rapidement les risques d'un bien localisé soit par son adresse soit par le numéro de sa parcelle.

#### Risques naturels

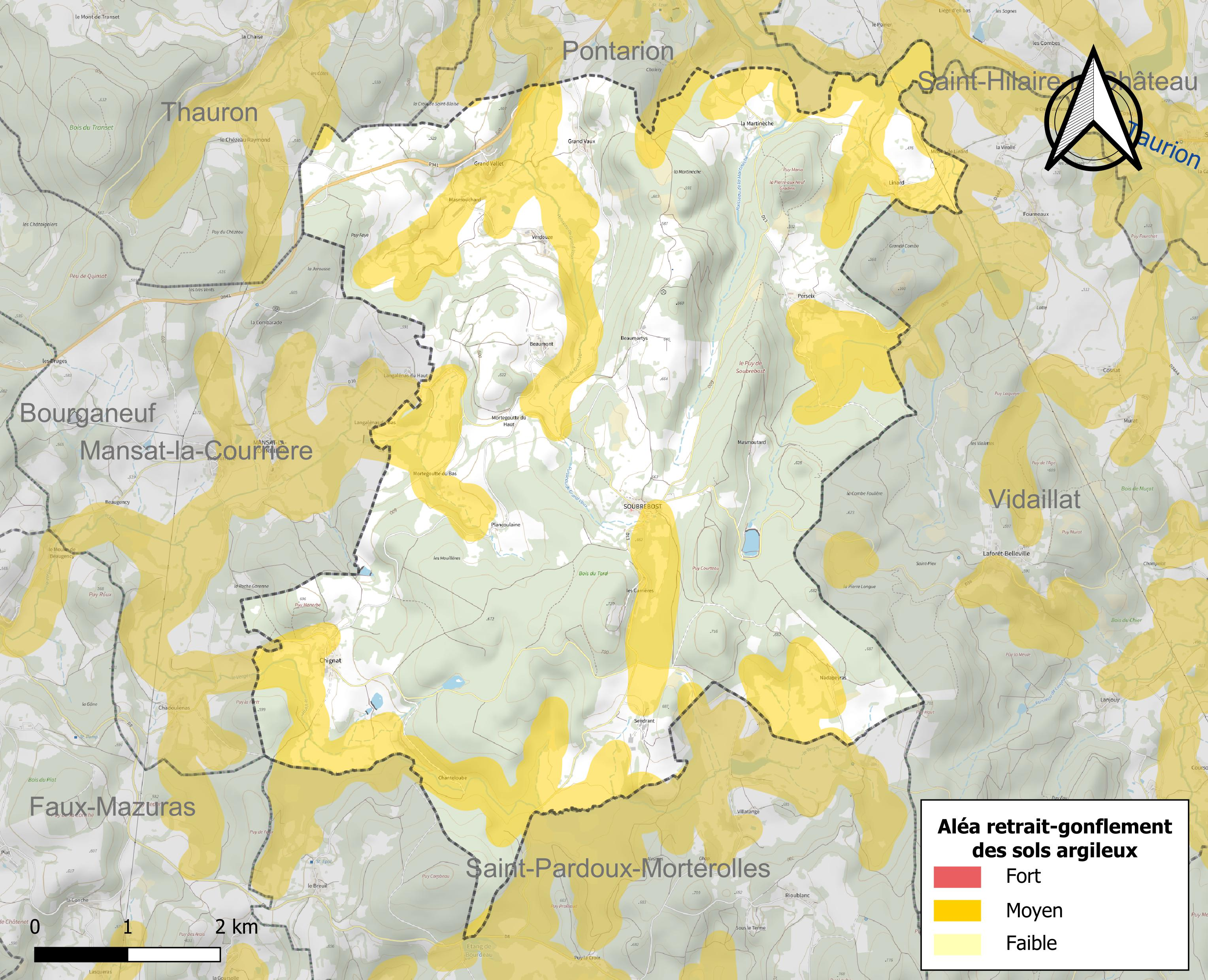
Carte des zones d'aléa retrait-gonflement des sols argileux de Soubrebost.

Le retrait-gonflement des sols argileux est susceptible d'engendrer des dommages importants aux bâtiments en cas d’alternance de périodes de sécheresse et de pluie. 28,7 % de la superficie communale est en aléa moyen ou fort (33,6 % au niveau départemental et 48,5 % au niveau national). Sur les 121 bâtiments dénombrés sur la commune en 2019, 59 sont en aléa moyen ou fort, soit 49 %, à comparer aux 25 % au niveau départemental et 54 % au niveau national. Une cartographie de l'exposition du territoire national au retrait gonflement des sols argileux est disponible sur le site du BRGM,.
Par ailleurs, afin de mieux appréhender le risque d’affaissement de terrain, l'inventaire national des cavités souterraines permet de localiser celles situées sur la commune.
La commune a été reconnue en état de catastrophe naturelle au titre des dommages causés par les inondations et coulées de boue survenues en 1982 et 1999. Concernant les mouvements de terrains, la commune a été reconnue en état de catastrophe naturelle au titre des dommages causés par des mouvements de terrain en 1999.

#### Risques technologiques
La commune est en outre située en aval du  barrage de Confolent, un ouvrage sur la Creuse de classe A soumis à PPI, disposant d'une retenue de 4,7 millions de mètres cubes. À ce titre elle est susceptible d’être touchée par l’onde de submersion consécutive à la rupture de cet ouvrage.

#### Risque particulier
Dans plusieurs parties du territoire national, le radon, accumulé dans certains logements ou autres locaux, peut constituer une source significative d’exposition de la population aux rayonnements ionisants. Certaines communes du département sont concernées par le risque radon à un niveau plus ou moins élevé. Selon la classification de 2018, la commune de Soubrebost est classée en zone 3, à savoir zone à potentiel radon significatif.

## Toponymie
En occitan limousin, Sobre Bòsc (prononcé Soubré Bouo) signifie "Sur le bois", "Au-dessus de la forêt".

## Politique et administration
| Période                                  | Période   | Identité       | Étiquette | Qualité |
| ---------------------------------------- | --------- | -------------- | --------- | --- |
| 1943                                     | 1944      | Henri Faure    |           | Agriculteur à Nadapeyras, résistant 2ème compagnie franche de l’Armée secrète (AS) Fusillé le 18 juillet 1944 |
|                                          |           |                |           | |
| mars 2001                                | mars 2008 | Roger Chezeaud |           | |
| mars 2008                                | En cours  | Annick Pataud  | DVD       | Retraitée Fonction publique                                                                                   |
| Les données manquantes sont à compléter. |           |                |           | |

## Démographie

### Évolution démographique
L'évolution du nombre d'habitants est connue à travers les recensements de la population effectués dans la commune depuis 1793. Pour les communes de moins de 10 000 habitants, une enquête de recensement portant sur toute la population est réalisée tous les cinq ans, les populations de référence des années intermédiaires étant quant à elles estimées par interpolation ou extrapolation. Pour la commune, le premier recensement exhaustif entrant dans le cadre du nouveau dispositif a été réalisé en 2005.

En 2022, la commune comptait 139 habitants, en évolution de +1,46 % par rapport à 2016 (Creuse : −3,32 %, France hors Mayotte : +2,11 %).
| 1793 | 1800 | 1806 | 1821 | 1831 | 1836 | 1841 | 1846 | 1851 |
| ---- | ---- | ---- | ---- | ---- | ---- | ---- | ---- | ---- |
| 540  | 574  | 585  | 669  | 672  | 710  | 694  | 755  | 728  |

| 1856 | 1861 | 1866 | 1872 | 1876 | 1881 | 1886 | 1891 | 1896 |
| ---- | ---- | ---- | ---- | ---- | ---- | ---- | ---- | ---- |
| 682  | 653  | 670  | 646  | 651  | 658  | 660  | 645  | 608  |

| 1901 | 1906 | 1911 | 1921 | 1926 | 1931 | 1936 | 1946 | 1954 |
| ---- | ---- | ---- | ---- | ---- | ---- | ---- | ---- | ---- |
| 604  | 646  | 570  | 484  | 408  | 387  | 363  | 342  | 292  |

| 1962 | 1968 | 1975 | 1982 | 1990 | 1999 | 2005 | 2006 | 2010 |
| ---- | ---- | ---- | ---- | ---- | ---- | ---- | ---- | ---- |
| 263  | 193  | 156  | 142  | 135  | 139  | 151  | 150  | 129  |

| 2015 | 2020 | 2022 | - | - | - | - | - | - |
| ---- | ---- | ---- | - | - | - | - | - | - |
| 136  | 139  | 139  | - | - | - | - | - | - |

## Lieux et monuments
- L'église de l'Assomption de la Très-Sainte-Vierge, romane, remaniée au XVe siècle, comme en témoigne son portail de style gothique flamboyant est classée monument historique en 1942[27]. Elle possède un clocher en bardeaux de bois et à l'intérieur une statue de bois recouverte de plaques de cuivre, datant du XIIIe siècle, représentant une Vierge à l'enfant.
- Site de la « pierre aux neuf gradins » est située dans les bois entre le bourg et le hameau de la Martinèche.
- Le hameau de La Martinèche où  Martin Nadaud est né en 1815 et s'est éteint à l'âge de 83 ans, a été transformé en lieu de mémoire grâce à la communauté de communes Bourganeuf et Royère-de-Vassivière et au mécénat public.

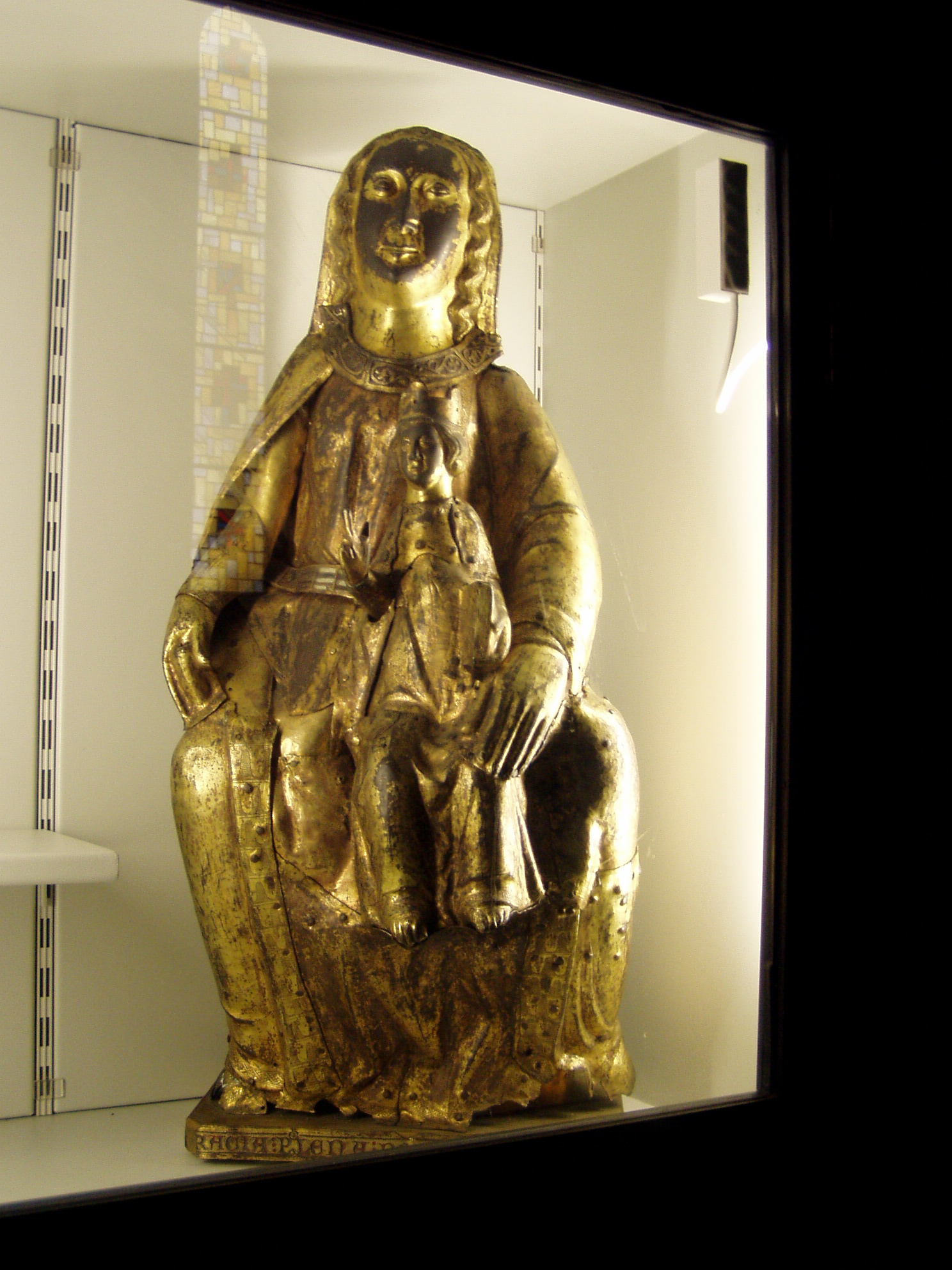
la statue de la Vierge
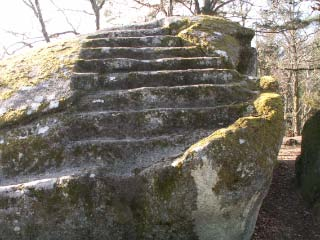
Pierre aux 9 gradins vue de face
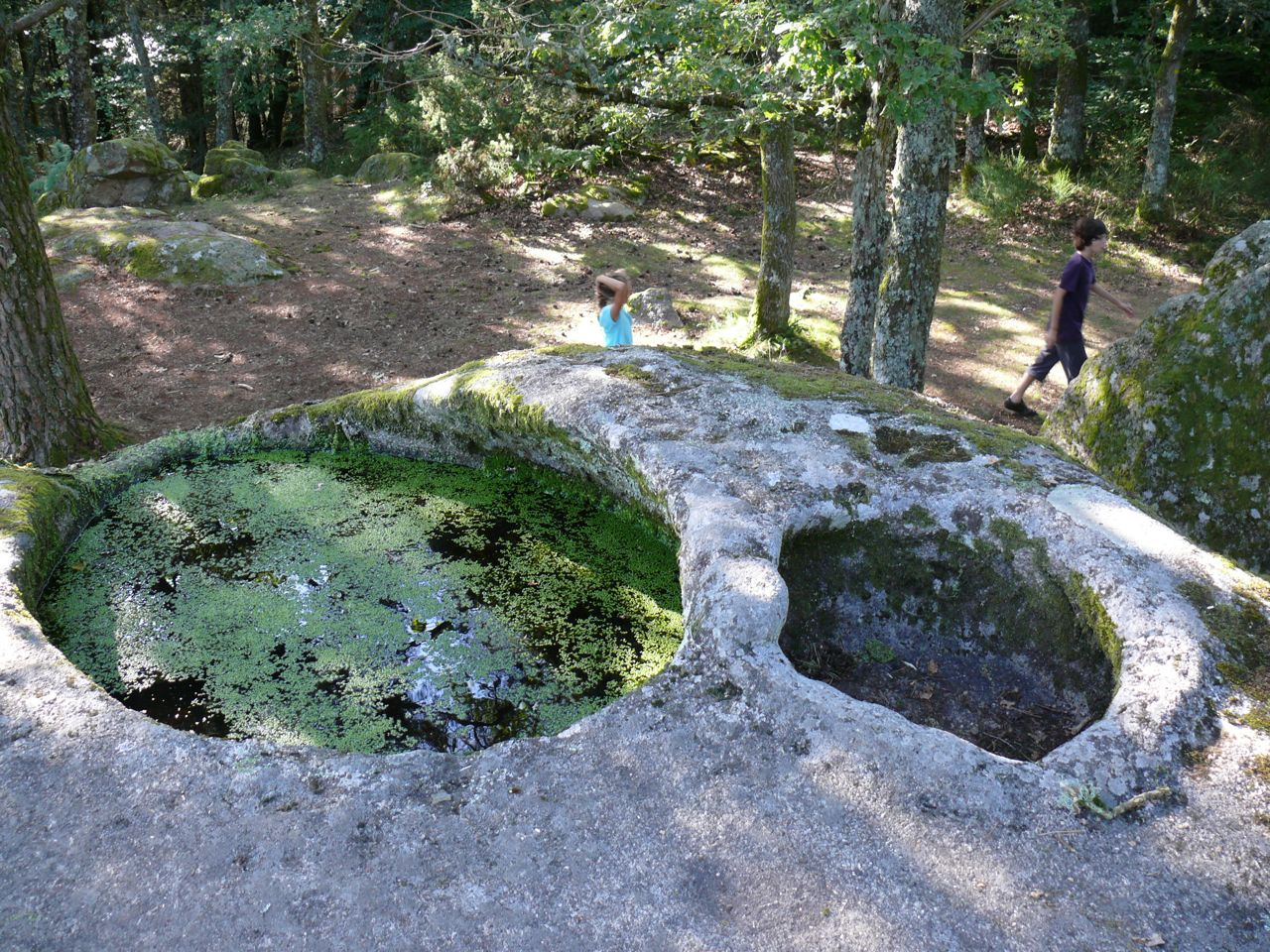
Marmites des sorcières

## Personnalités liées à la commune
- Martin Nadaud né le 17 novembre 1815 dans le hameau de La Martinèche, à Soubrebost proche de Bourganeuf, et mort le 28 décembre 1898 au même endroit, est un maçon, écrivain et homme politique creusois. À l'âge de seize ans, Martin part à Paris avec son père, comme maçon de la Creuse. Il découvre alors les conditions de travail de ses semblables : journées de douze à treize heures, travaux dangereux sur les échafaudages, malnutrition, logements insalubres… Il réchappe lui-même à plusieurs accidents. À 19 ans, il est chef d'atelier. Il retrace cet exode qui marqua si fortement les modes de vie dans son livre Mémoires de Léonard.

- L'abbé Jean Chapelle, curé de Soubrebost, est candidat aux élections législatives de 1902 dans l'arrondissement de Bourganeuf. Il n'obtient que 95 voix, sur 7 258 suffrages exprimés.

## Pour approfondir